# Konwencja Antydopingowa Rady Europy
Konwencja Antydopingowa Rady Europy jest instrumentem harmonizującym międzynarodową kooperację w zakresie zwalczania dopingu i zobowiązaniem dla organów rządowych jej sygnatariuszy. 
Jej celem nie jest rozwiązanie skomplikowanych problemów technicznych towarzyszących walce z dopingiem, a jedynie redukowanie i eliminacja zjawiska dopingu ze sportu poprzez jak najdalej zintegrowane działania prawne i uporządkowaną na tym gruncie współpracę międzynarodową. Odnosi się to zarówno do ustanawiania przepisów i regulaminów walki z dopingiem, jak i procesu finansowania i kontrolowania realizacji programów antydopingowych, zawierania porozumień międzynarodowych o współpracy w zakresie kontroli zawodników i zespołów przebywających na terenie danego kraju, organizowania i subsydiowania laboratoriów dopingowych.
3 lipca 2002 Komitet Ministrów Rady Europy przyjął Protokół Dodatkowy do Konwencji Antydopingowej. Zawiera on dwa bardzo istotne postanowienia. 
- Po pierwsze zakłada wzajemne uznawanie, przez strony protokołu, kontroli antydopingowych (w celu zgodności z normami uznawanymi w skali międzynarodowej, organizacje antydopingowe będą musiały posiadać certyfikat ISO).
- Po drugie zaś, na mocy przepisów Protokołu Dodatkowego, uznane zostaną kompetencje organizacji WADA i innych organizacji kontrolujących stosowanie dopingu, działających w jej imieniu i prowadzących kontrole sportowców poza zawodami.

Wszedł w życie 1 kwietnia 2004, stronami jest 29 państw (CETS nr 188).
Obie umowy sporządzono w języku angielskim i francuskim, depozytariuszem jest Sekretarz Generalny Rady Europy.